# Aspitates baffinensis
Aspitates baffinensis là một loài bướm đêm trong họ Geometridae.